# Ferdinand Wolsegger

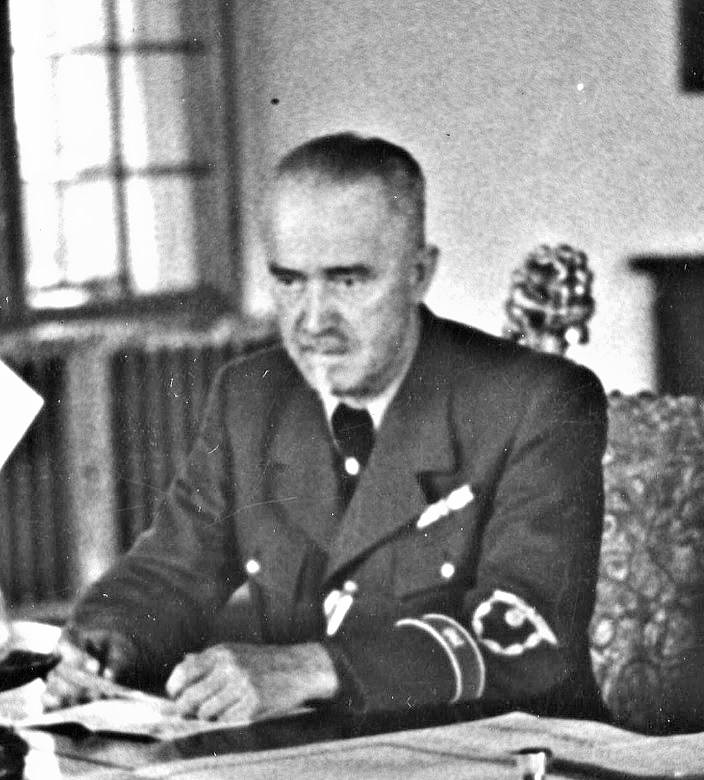
Ferdinand Wolsegger – zdjęcie ze zbiorów Narodowego Archiwum Cyfrowego

Ferdinand Wolsegger (ur. 11.10.1880 w Kočevje; obecnie Słowenia, zm. 1.02.1959 w Innsbrucku; Austria) – w latach 1939–1942 był wysokiej rangi urzędnikiem dystryktu Kraków oraz rządu Generalnego Gubernatorstwa.

## Życiorys
Studiował do 1903 nauki prawne i polityczne na uniwersytecie w Wiedniu i Grazu. Od 1904 roku pracował w administracji regionalnej Klagenfurtu, a potem w austriackim ministerstwie spraw wewnętrznych. Podczas I wojny światowej pełnił służbę jako oficer armii austro-węgierskiej na froncie rosyjskim. Po wojnie pracował jako szef jednego z wydziałów w austriackim ministerstwie spraw wewnętrznych, został jednak zwolniony z powodu swoich narodowo-socjalistycznych poglądów.
Potem pracował jako dyrektor urzędu krajowego związkowego Karyntii oraz związkowego ministerstwa spraw socjalnych. Po puczu lipcowym 1934 roku w Austrii przeniesiony przedwcześnie na emeryturę. Po przyłączeniu Austrii do III Rzeszy w 1938 r. powrócił do administracji rządowej gdzie pracował dla Arthura Seyss-Inquarta, m.in. w Wiedniu. Wstąpił do NSDAP oraz do SA, gdzie dosłużył się rangi Sturmführera.
W październiku 1939 Wolsegger przybył wraz z Arthurem Seyss-Inquartem oraz Ottonem von Wächterem do Krakowa, gdzie tworzył niemiecką administrację cywilną w okupowanej Polsce. Wraz z utworzeniem Generalnego Gubernatorstwa został szefem urzędu gubernatora dystryktu Kraków, którą to funkcję pełnił do 22.1.1942. Po przeniesieniu Wächtera jako gubernatora z dystryktu Kraków do dystryktu Galicja został mianowany przez Hansa Franka na drugiego zastępcę sekretarza stanu rządu Generalnego Gubernatorstwa Josefa Bühlera. Funkcję tę pełnił do 17.6.1942, po czym opuścił Generalne Gubernatorstwo i został mianowany prezydentem rządowym w Klagenfurcie, gdzie burmistrzem był jego brat Friedrich.
We wrześniu 1943 objął stanowisko prezydenta rządu oraz zastępcy najwyższego komisarza Obszaru Operacyjnego Wybrzeża Adriatyku (Operationszone Adriatisches Küstenland) – Friedricha Reinera. Po zakończeniu wojny w 1945 został aresztowany w Austrii, lecz wkrótce go zwolniono.